# 卒中
卒（apoplexy）是指在器官內部的出血以及其伴隨的症狀。
在古代，汉语卒中是指中风后意义不清；英语 apoplexy 则是描述现代医学所知的出血性中风，尤指大脑血管破裂，且在口语或隐喻上，与勃然大怒、震怒有关，如 apoplectic 常指怒不可遏、暴跳如雷的。然而现代医疗专业人员所说的 apoplexy，是特指某些解剖位置的出血，如大脑、卵巢、垂体。

## 以前的意義
從14世紀末到19世紀末，apoplexy 一詞會用來指任何在短暫失去意識後立刻死亡的情形，尤其是病患失去意識數秒後即死亡的情形。apoplexy 一詞有時也用來指這種在死亡前短暫失去意識的症狀。破裂的大動脈瘤、心肌梗死及中風在以往會以內出血來表示，因為在醫學科學興起之前還沒有足夠的技術來區分這些不同的症狀及疾病的情形。雖然自希波克拉底的時代開始，生理学就是醫學領域中的一個學科，但在19世紀之前，醫生常常對人體內的正常機能及異常表示有不適當或不精確的認識。因此，當時很難（甚至不可能）去識別這些不同的死因。